# Daniel Savini
Daniel Savini (Lucca, 26 september 1997) is een Italiaans wielrenner.

## Carrière
Als junior werd Savini in 2015 tweede in de Trofeo Città di Loano, achter Michel Piccot. In september van dat jaar won hij de eerste etappe in de Giro della Lunigiana. De leiderstrui die hij daaraan overhield wist hij in de overige twee etappes met succes te verdedigen, waardoor hij Tao Geoghegan Hart opvolgde op de erelijst.
Nadat Savini in 2017 onder meer vierde was geworden in de Ronde van Belvedere en twaalfde in de Ruota d'Oro, werd hij in 2018 prof bij Bardiani CSF. In zijn eerste profseizoen werd hij onder meer tiende in het eindklassement van de Ronde van Opper-Oostenrijk, waarmee hij de beste jongere was. In 2019 werd hij derde in de Trofeo Matteotti, achter Matteo Trentin en Andrey Amador.

## Overwinningen
2015
1e etappe Ronde van Lunigiana
Eind- en bergklassement Ronde van Lunigiana
2018
Jongerenklassement Ronde van Opper-Oostenrijk
2021
Bergklassement Istrian Spring Trophy

## Resultaten in voornaamste wedstrijden
| Jaar | Milaan-San Remo | Ronde van Lombardije |
| ---- | --------------- | -------------------- |
| 2019 |                 | opgave               |
| 2020 | 94e             | opgave               |
| 2021 |                 | 96e                  |

## Ploegen
- 2018 –  Bardiani CSF
- 2019 –  Bardiani CSF
- 2020 –  Bardiani-CSF-Faizanè
- 2021 –  Bardiani-CSF-Faizanè
- 2022 –  Mg.K Vis-Color for Peace-VPM

Albanese · Andreetta · Barbin · Bresciani · Carboni · Ciccone · Guardini · Maestri · Maronese · Orsini · Rota · Savini · Senni · Simion · Sterbini · Tonelli · Wackermann
Albanese · Barbin · Bresciani · Carboni · Covili · Guardini · Maestri · Maronese · Orsini · Pessot · Romano · Rota · Savini · Senni · Simion · Tonelli · Wackermann